# 구오청
구오청(중국어 간체자: 郭丞, 병음: Guō Chéng, 1994년 8월 18일 ~ )은 중국의 배우이다. 소속사는 工夫真言影业이며 팬덤명은 「누룽지」이다. 공식색은 「승남색」이다.  
| 응원 구호                                                     |
| "丞蒙遇见，丞蓝一片" ("곽승을 만나, 승남색으로 하나가 되다.") |

## 활동

### 2014년 ~ 2017년: 데뷔 및 활동
2014년 연극 《피안(彼岸)》으로 얼굴을 처음 알렸다. 그 후 2015년 11월, 연극 《야심인JIAN (夜深人JIAN)》의 조연으로 출연하였으며 2016년 ~ 2017년 초반까지 연극 《오룡산백작(乌龙山伯爵)》의 조연으로 출연하였다.

### 2018년: 활동
2018년 11월 15일 첫 영화 《적인걸3-사대천왕(狄仁杰之四大天王)》에 출연하였다.

### 2019년: 활동
2019년 6월 27일, 드라마 《진정령(陈情令)》의 남경의 역으로 출연하였고 9월 30일, 영화 《나와나의조국(我和我的祖国)》에 출연하였다.

### 2020년: 활동
2020년 8월 10일, 드라마 《차청봉명(且听凤鸣)》의 풍심 역으로 출연하였고 9월 24일, 드라마 《풍견소년적천공 (风犬少年的天空)》의 다쭈이 역으로 출연하였다.

## 필모그래피

### 드라마
| 연도                       | 제목           | 원제           | 배역      |
| 2019년 6월 27일            | 진정령         | 陈情令         | 남경의    |
| 2020년 8월 10일            | 차청봉명       | 且听凤鸣       | 풍심      |
| 2020년 9월 24일            | 풍견고년적천공 | 风犬少年的天空 | 다쭈이    |
| 2021년 4월 14일 (크랭크인) | 황후 유흑만    | 皇后刘黑胖     | 주연 '??' |

### 영화
| 연도             | 제목             | 원제             | 배역      |
| 2018년 11월 15일 | 적인걸3-사대천왕 | 狄仁杰之四大天王 | ??        |
| 2019년 9월 30일  | 나와나의조국     | 我和我的祖国     | ??        |
| 2021년 4월 30일  | 너의 결혼식      | 你的婚礼         | 주연 '??' |

### 연극
| 연도                 | 제목       | 원제       | 배역 |
| 2014년               | 피안       | 彼岸       | 웅개 |
| 2015년 11월          | 야심인JIAN | 夜深人JIAN | ??   |
| 2016년 ~ 2017년 초반 | 오룡산백작 | 乌龙山伯爵 | ??   |

### OST
| 연도           | 노래제목                       | 작품명 | 비고                       |
| 2019년 7월 8일 | 최시소년불가기(最是少年不可欺) | 진정령 | with. 취설, 정번성, 칠배흠 |

## 여담
- 드라마 진정령의 '남경의' 역은 원래 키가 168cm이나 배우 본체의 키는 180cm이다.
- 드라마 진정령의 '남희신' 역의 배우 '류해관'과 동갑이고, '남망기' 역의 배우이자 가수 이보보다 4살 많다.
- 필름 사진 촬영이 취미이다. 주로 사용하는 카메라는 후지 줌 카디아 슈퍼170 과 콘탁스 T2 60주년 기념 바디로 두 가지 모두 af 자동 카메라.
- 특기는 승마, 가끔 보드 타는 모습이 웨이보에 올라온다.
- 2019년 10월에 한국은 다녀간 적이 있다. 웨이보에 한국 브이로그와 사진들이 남아있다.
- 빅뱅 콘서트에 다녀온 적이 있다. 지금도 빅뱅의 팬인지는 확인할 수 없다.
- 신라면을 끓이는 영상을 웨이보에 올렸는데, 한국과 끓이는 방법이 너무 다르다.
- 드라마 '풍견소년적천공'은 충칭시를 배경으로 하고 있기 때문에 충칭화로 연기했다.
- 연극 활동을 했던 것이 배우 생활에 꽤 도움이 많았다고 인터뷰에서 밝혔다.